# عبد القادر الزروري
عبد القادر الزروري (ولد في 20 سبتمبر 1976) هو لاعب تايكواندو مغربي.
شارك الزروري في الألعاب الأولمبية الصيفية 2008 التي أقيمت في بكين، الصين في منافسات 80+ كغ رجال، حيث أقصي في دور ربع النهائي فاقدا الميدالية البرونزية لصالح ألكساندروس نيكوليديس من اليونان ب 4-5.

## روابط خارجية
- عبد القادر الزروري على موقع TaekwondoData.com (الإنجليزية)
- عبد القادر الزروري على موقع أوليمبيديا (الإنجليزية)